# Wereldbeker boogschieten 2006
De eerste editie van de wereldbeker boogschieten vond plaats in 2006. Ze bestond uit vier wedstrijden  en een finalewedstrijd op 22 oktober in Mérida. Mannen en vrouwen konden individueel en in teamverband meedoen. Er werd geschoten met de recurveboog en met de compoundboog.

## Finale
| M/V                    | Onderdeel         | Goud            | Zilver           | Brons |
| Mannen                 |                   |                 |                  |       |
| Recurve - individueel  | Park Kyung-Mo     | Ilario Di Buò   | Magnus Petersson |       |
| Compound - individueel | Reo Wilde         | Peter Elzinga   | Jorge Jimenez    |       |
| Vrouwen                |                   |                 |                  |       |
| Recurve - individueel  | Zhang Juanjuan    | Jialing Qian    | Elena Tonetta    |       |
| Compound - individueel | Sofia Gontsjarova | Anna Kazantseva | Jahna Davis      |       |

## Stages

### Stage 1
Stage 1 werd 9-13 mei 2006 gehouden in Poreč, Kroatië.
| M/V                    | Onderdeel                                             | Goud                                                             | Zilver                                                     | Brons |
| Mannen                 |                                                       |                                                                  |                                                            |       |
| Recurve - individueel  | Jayanta Talukdar                                      | Magnus Petersson                                                 | Markijan Ivasjko                                           |       |
| Recurve - team         | ITA Marco Galiazzo Ilario Di Buò Michele Frangilli    | CHN Xue Haifeng Wu FengBo Jiang Lin                              | RUS Balzjinima Tsyrempilov Andrei Abramov Aleksei Nikolaev |       |
| Compound - individueel | Reo Wilde                                             | Emiel Custers                                                    | Dominique Genet                                            |       |
| Compound - team        | USA Reo Wilde Dave Cousins Logan Wilde                | GBR Chris White Neil Wakelin Liam Grimmwood                      | NED Peter Elzinga Fred van Zutphen Emiel Custers           |       |
| Vrouwen                |                                                       |                                                                  |                                                            |       |
| Recurve - individueel  | Margarita Galinovskaja                                | Maura Frigeri                                                    | Pia Carmen Lionetti                                        |       |
| Recurve - team         | GBR Charlotte Burgess Naomi Folkard Alison Williamson | RUS Margarita Galinovskaya Ekaterina Kharkhanova Elena Gratcheva | CHN Qian Jialing Yu Hui Guo Dan                            |       |
| Compound - individueel | Anna Kazantseva                                       | Jamie Van Natta                                                  | Jahna Davis                                                |       |
| Compound - team        | FRA Valerie Fabre Cecile Jousselin Joanna Chesse      | IND Jhanu Hansdah Manjuda Soy Sakro Besra                        | USA Jamie Van Natta Jahna Davis Erika Aya Labrie           |       |

### Stage 2
Stage 2 werd 7-10 juni 2006 gehouden in Antalya, Turkije.
| M/V                    | Onderdeel                                                 | Goud                                             | Zilver                                                   | Brons |
| Mannen                 |                                                           |                                                  |                                                          |       |
| Recurve - individueel  | Park Kyung-Mo                                             | Hiroshi Yamamoto                                 | Yavor Hristov                                            |       |
| Recurve - team         | JPN Hiroshi Yamamoto Ryuichi Moriya Satoshi Kanemura      | GBR Alan Wills Simon Terry Larry Godfrey         | KOR Im Dong-Hyun Park Kyung-Mo Lee Chang-Hwan            |       |
| Compound - individueel | Roberval dos Santos                                       | Peter Elzinga                                    | Patrizio Hofer                                           |       |
| Compound - team        | DEN Martin Damsbo Patrick Laursen Niels Baldur            | NED Emiel Custers Peter Elzinga Fred van Zutphen | FRA Sebastien Brasseur Dominique Genet Stephane Dardenne |       |
| Vrouwen                |                                                           |                                                  |                                                          |       |
| Recurve - individueel  | Jialing Qian                                              | Kim Yu-Mi                                        | Lee Tuk-Young                                            |       |
| Recurve - team         | KOR Lee Sung-Jin Lee Tuk-Young Kim Yu-Mi                  | CHN Qian Jialing Zhang Juanjuan Guo Dan          | UKR Kateryna Palekha Tatjana Berezjna Joelia Lobzjenidze |       |
| Compound - individueel | Sofia Gontsjarova                                         | Anna Kazantseva                                  | Nichola Simpson                                          |       |
| Compound - team        | RUS Sofia Gontsjarova Anna Kazantseva Oktiabrina Bolotova | CRO Ivana Buden Lana Koller Tanja Zorman         | MEX Linda Ochoa Almendra Ochoa Arminda Bastos            |       |

### Stage 3
Stage 3 werd 20-25 juni 2006 gehouden in San Salvador, Spanje.
| M/V                    | Onderdeel                                            | Goud                                                        | Zilver                                         | Brons |
| Mannen                 |                                                      |                                                             |                                                |       |
| Recurve - individueel  | Ilario di Buò                                        | Wietse van Alten                                            | Pieter Custers                                 |       |
| Recurve - team         | ITA Ilario di Buò Michele Frangilli Marco Galiazzo   | MEX Eduardo Magana Luis Eduardo Velez Juan René Serrano     | GBR Larry Godfrey Alan Wills Simon Terry       |       |
| Compound - individueel | Logan Wilde                                          | Reo Wilde                                                   | Jorge Jimenez                                  |       |
| Compound - team        | NED Peter Elzinga Fred van Zutphen Emiel Custers     | BRA Vitor Sid Neto Roberval dos Santos Claudio C. Contrucci | USA Dave Cousins Reo Wilde Logan Wilde         |       |
| Vrouwen                |                                                      |                                                             |                                                |       |
| Recurve - individueel  | Jialing Qian                                         | Alison Williamson                                           | Zhang Juanjuan                                 |       |
| Recurve - team         | TUR Zekiye Keskin Satir Natalia Nasaridze Derya Bard | ITA Elena Tonetta Maura Frigeri Elena Perosini              | CHN Guo Dan Zhang Juanjuan Qian Jialing        |       |
| Compound - individueel | Sofia Gontsjarova                                    | Jamie Van Natta                                             | Aimendra Ochoa                                 |       |
| Compound - team        | MEX Almendra Ochoa Linda Ochoa Arminda Bastos        | GBR Nichola Simpson Lucy Osullivan Emma Parker              | USA Jamie Van Natta Jahna Davis Christie Colin |       |

### Stage 4
Stage 4 werd 26-30 september 2006 gehouden in Shanghai, China.
| M/V                    | Onderdeel                                                 | Goud                                                      | Zilver                                             | Brons |
| Mannen                 |                                                           |                                                           |                                                    |       |
| Recurve - individueel  | Jang Yong-Ho                                              | Park Kyung-Mo                                             | Fujun Yong                                         |       |
| Recurve - team         | KOR Im Dong-Hyun Lee Chang-Hwan Park Kyung-Mo             | TUR Vedat Erbay Goktug Ergin Tunc Kucukkayalar            | ITA Ilario di Buò Michele Frangilli Marco Galiazzo |       |
| Compound - individueel | Dave Cousins                                              | Jorge Jimenez                                             | Vitor Sidi Neto                                    |       |
| Compound - team        | USA Dave Cousins Logan Wilde Reo Wilde                    | MEX Armando de la Garza Ernesto Melchor Ochoa Ruben Ochoa | CHN Cai Shuo Sheng Yan Tang Zhu                    |       |
| Vrouwen                |                                                           |                                                           |                                                    |       |
| Recurve - individueel  | Yun Ok-Hee                                                | Yun Mi-Jin                                                | Lee Tuk-Young                                      |       |
| Recurve - team         | KOR Yun Ok-Hee Yun Mi-Jin Lee Tuk-Young                   | CHN Yu Hui Zhang Juanjuan Zhang Nina                      | TUR Derya Bard Zekiye Keskin Cigdem Oktem          |       |
| Compound - individueel | Sofia Gontsjarova                                         | Linda Ochoa                                               | Anna Kazantseva                                    |       |
| Compound - team        | RUS Sofia Gontsjarova Anna Kazantseva Oktjabrina Bolotova | USA Christie Colins Jahna Davis Jamie Van Natta           | PHI Jennifer Chan Amaya Paz Joann Tabanag          |       |